# Mycetophila disparata
Mycetophila disparata is een muggensoort uit de familie van de paddenstoelmuggen (Mycetophilidae). De wetenschappelijke naam van de soort is voor het eerst geldig gepubliceerd in 1990 door Plassmann & Schacht.